# She Demons
She Demons è un film horror fantascientifico indipendente del 1957, diretto da Richard E. Cunha ed interpretato da Irish McCalla, Tod Griffin e Victor Sen Yung.

## Trama
A causa di un violento uragano il motoscafo sul quale viaggia la ricca Jerrie Turner insieme a Fred Maklin e ai dipendenti Sammy Ching e Kris Kamana fa naufragio su un'isola apparentemente deserta. Avendo salvato la radio, il gruppo spera di riuscire in qualche modo a mettersi in contatto con i soccorsi. Il giorno seguente, mentre Fred, Sammy e Jerrie esplorano l'isola, Kris viene brutalmente assassinato ed il campo devastato. Seguendo alcune impronte i tre rinvengono il cadavere di una donna dal volto mostruoso, uccisa probabilmente da Kris nel tentativo di salvarsi la vita.
Inoltratisi nella giungla, il gruppo assiste ad una danza tribale eseguita da un gruppo di giovani ragazze, le quali sono poi interrotte e condotte via da alcuni uomini della Gestapo. Seguendoli il gruppo scopre dell'esistenza di un laboratorio sottorraneo costruito nelle profondità della montagna. Qui vengono scoperti da Igor, il quale ha una violenta colluttazione con Fred che riesce però ad avere la meglio sul nemico facendolo finire nella gabbia ove sono prigioniere alcune donne mostruose che si avventano su di esso uccidendolo. Catturati dai nazisti i tre sono condotti al cospetto del colonnello Karl Osler, criminale di guerra noto per aver condotto orribili esperimenti su prigionieri durante la Seconda Guerra Mondiale. L'uomo rivela loro che quello che sta facendo sull'isola altro non è che estrarre elettronicamente il calore sprigionato dalla lava vulcanica presente nel centro della terra per poi trasformarlo in energia. L'uomo rivela loro anche di compiere esperimenti per trasferire i geni responsabili della bellezza da una persona ad un'altra e che sta compiendoli nella speranza di far tornare bella la moglie Mona, rimasta gravemente ustionata dagli spruzzi di lava. Le orribili donne demoni - come le definisce Fred - altro non sono che il temporaneo risultato di questi esperimenti condotti su innocenti ragazze rapite alcuni anni prima dall'isola di Port Neys.
Mentre Fred e Sammy sono vittima di torture da parte dei nazisti, Jerrie viene trattata con ogni riguardo dal colonnello Osler. L'uomo, innamoratosi di lei, le promette di farla regina dell'isola se le si concederà e quando la donna si rifiuta lui la minaccia di usare la sua bellezza per proseguire gli esperimenti su sua moglie. Jerrie colpisce Osler alla testa con una bottiglia e fugge nella giungla. Qui viene avvicinata da Mona, la quale ha assistito di nascosto a quanto il marito ha detto a Jerrie, che la informa che sul lato opposto dell'isola vi è una barca a remi che può usare per scappare. Poiché la donna si rifiuta di lasciare l'isola senza i due amici, Mona le consegna la chiave della gabbia dove sono rinchiusi. Jerrie torna indietro e libera Fred e Sammy ma prima che possano allontanarsi vengono scoperti e ricatturati da Osler.
Il mattino seguente Osler si prepara a condurre l'esperimento di trasfusione dei geni da Mona a Jerrie ma per fortuna della ragazza l'aviazione navale degli Stati Uniti sgancia sull'isola numerose bombe provocando il crollo di parte del laboratorio e il risveglio del vulcano. Fred e Sammy liberatisi dalla cella in cui erano stati rinchiusi liberano Jerrie e aiutati da Mona riescono a fuggire dal laboratorio mentre un getto di lava uccide Osler. Dopo aver indicato loro un tunnel da percorrere per fuggire, Mona decide di non seguirli e perire anch'essa insieme al marito. Percorrendo il tunnel il gruppo riesce a raggiungere la barca a remi e lascia così l'isola ormai parzialmente distrutta dall'eruzione del vulcano.

## Produzione
Dopo aver completato Giant from the Unknown, la Astor Pictures disse a Richard Cunha che il film sarebbe stato distribuito solo se ne avesse realizzato un altro da distribuire insieme ad esso. Questo portò Cunha a realizzare She Demons. La Astor anticipò 80.000 dollari, e Cunha completò il film per 65.000 dollari. Le location delle riprese di She Demons furono Ferndale, Griffith Park e Paradise Cove Pier a Malibu, in California. David Koehler si occupò degli effetti speciali. H.E. Barrie, che co-scrisse la sceneggiatura, scrisse anche le sceneggiature di altri due film di Cunha degli anni '50, Missili sulla luna e La figlia di Frankenstein.

## Distribuzione
Il film è stato distribuito nelle sale cinematografiche nel dicembre 1957 dalla Astor Pictures in doppia programmazione con Giant from the Unknown (1957).

## Critica
The Monthly Film Bulletin scrisse: "La regia non fa nulla per aumentare i valori torbidi di questo film horror impossibile, che si svolge su un'isola nella giungla dove i cattivi vestiti in modo impeccabile vivono e lavorano in una lussuosa dimora con un laboratorio completamente attrezzato ed un generatore di lava schiumosa a portata di mano. La trama consiste in una stancante successione di cliché convenienti ed il cast affronta le proprie parti con evidente mancanza di entusiasmo."